# Crossopriza parsa
Crossopriza parsa (лат.) — вид пауков-сенокосцев рода Crossopriza (Smeringopinae, Pholcidae). Распространён в Иране (Фарс, Персеполис). Название происходит от древнеперсидского слова «pārsa» (Персеполис).

## Описание
Мелкие пауки-сенокосцы, длина тела 4,3 мм, ширина карапакса 1,7 мм, длина ног до 4 см. Карапакс охристо-жёлтый, с отчётливой коричневой меткой впереди в срединной ямке; стернум темно-коричневый до чёрного; ноги охристо-жёлтые, без тёмных колец, с небольшими чёрными линиями на бёдрах и (несколько) на голенях; брюшко серое, с немногими и нечёткими дорсальными тёмными метками; вентрально с тёмной полосой, ограниченной передней и задней частью, отсутствующей в срединной части (за гонопором).
Биология не исследована.

## Систематика
Вид был впервые описан в 2022 году в ходе исследования разнообразия пауков Центральной Азии, проведённого немецким арахнологом Бернхардом Хубером (Bernhard Huber, Alexander Koenig Research Museum of Zoology, Бонн, Германия). Легко отличить от близких видов по деталям пальп самцов (длинный и тонкий прокурсус слегка изогнут в вентральную сторону, с пролатеральным отростком, сопровождающим вентральный склерит; дистальный бульбальный склерит с заметным вентральным отростком и характерным набором пролатеральных апофизов; пальпы сходны с Crossopriza srinagar), хелицерам самцов (латеральные апофизы заметны во фронтальном виде, слабо выступают в боковом виде) и эпигинуму самок (сильно склеротизованные боковые элементы; карманы расположены близко друг к другу).